# Nervi (popolo)
I Nervi erano la più potente tribù della Gallia Belgica, che nel I secolo a.C. viveva nell'area della Schelda. Secondo Tacito e Strabone erano di origine germanica e attorno al 100 a.C. si erano stanziati in quest'area.
Nel suo De bello Gallico Gaio Giulio Cesare li definisce come il popolo più bellicoso tra quelli belgici, adducendo come prova il fatto che la loro cultura era di tipo spartano. Fecero parte dell'alleanza belgica che nel 57 a.C. si oppose alla conquista della Gallia da parte delle legioni romane di Cesare. La rivolta fu stroncata e i Nervi pressoché spazzati via sul fiume Sambre. Ciò che rimaneva di loro, si unì però alla rivolta del 53 a.C., guidata da Ambiorige e dagli Eburoni, durante la quale fu assediato il campo di Quinto Tullio Cicerone, fratello del celebre oratore, che fu salvato solo dall'intervento di Cesare in persona.
Poi inglobati nel dominio romano, servirono anche nell'esercito, come dimostrano iscrizioni trovate a Rough Castle Fort, lungo il Vallo di Antonino. Nella riorganizzazione successiva alla conquista, il capoluogo amministrativo del loro territorio fu Bagacum Nerviorum, corrispondente all'odierna Bavay.
Nel 432 il loro territorio fu conquistato dai Franchi.

## Storia
Nel 57 a.C., una volta cessata la minaccia germanica di Ariovisto, le antiche inimicizie tra le tribù galliche tornarono a galla e allo stesso tempo cresceva l'insofferenza verso l'occupazione romana. In questa situazione, molti popoli cercarono alleanze anche con i vicini Germani della riva sinistra del Reno, per trovare il necessario aiuto contro il comune e imminente pericolo delle legioni cesariane, che - molti sospettavano - si sarebbero dirette a breve contro i loro territori. Cesare narra che, mentre si trovava in Gallia Cisalpina, fu informato di una congiura dei Belgi ai danni di Roma; un'ipotesi, questa, che sembra confermata anche da un carteggio di Tito Labieno, luogotenente del generale. I Belgi si scambiavano ostaggi perché temevano che, una volta sottomessa tutta la Gallia Celtica, l'esercito romano sarebbe stato poi condotto nel loro Paese. A sobillare il loro proposito erano intervenute anche alcune popolazioni galliche, che mal sopportavano che le truppe romane svernassero nelle loro terre e vi si abituassero.
Giunto in Gallia (probabilmente a Vesontio, la capitale dei Sequani) con due nuove legioni (la XIII e XIV), Cesare venne a sapere che tutte le tribù della Gallia Belgica (a cui si erano unite alcune tribù germaniche), con la sola esclusione dei Remi, si sarebbero riunite in un unico luogo con l'intero esercito, sotto la guida di un certo Galba, re dei Suessioni. Cesare fornisce un elenco dettagliato dei popoli che presero parte all'alleanza, per un totale di 306 000 armati: essi appartenevano al popolo dei Bellovaci (con 60 000 armati), Suessioni (50 000 armati), Nervi (50 000), Atrebati (15 000), Ambiani (10 000), Morini (25 000), Menapi (7 000), Caleti (10 000), Veliocassi (10 000), Viromandui (10 000), Atuatuci (19 000), oltre a 40 000 Germani.

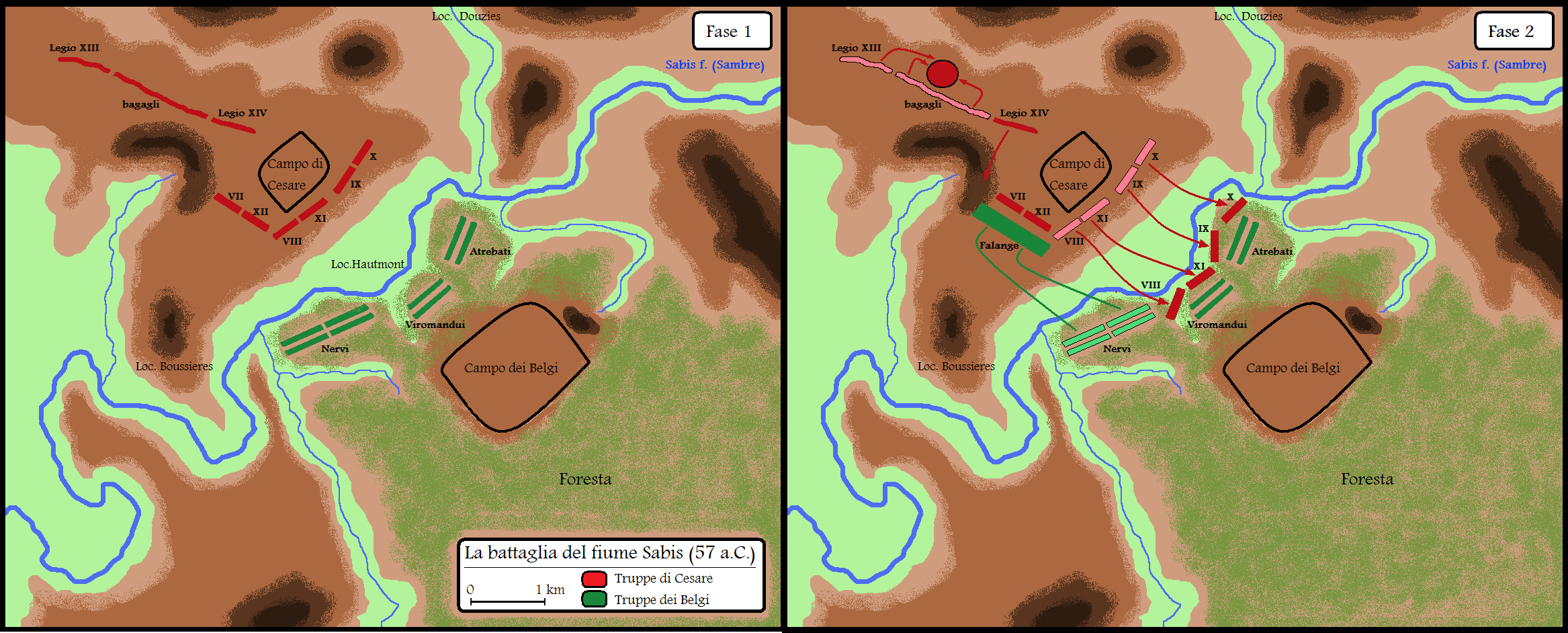
Le fasi della battaglia del fiume Sabis

Quando il proconsole romano venne a sapere che una grande massa armata di Atrebati, Nervi e Viromandui (a cui a breve si sarebbero unite anche le truppe degli Atuatuci) si era concentrata presso il fiume Sabis. Nervi, Atrebati e Viromandui attaccarono di sorpresa l'esercito in marcia, e furono a fatica respinti da Cesare, che in questa circostanza si trovò in seria difficoltà. La miglior disciplina e la genialità del loro generale permisero ai Romani di reagire e fare fronte comune all'attacco combinato dei nemici, che al termine della giornata furono sconfitti e massacrati (battaglia del fiume Sabis).
Al termine delle operazioni di quest'anno, tutta la Gallia Belgica, comprese le terre di Nervi, Atuatuci, Viromandui, Atrebati ed Eburoni, era stata posta sotto il controllo romano.
Nel 53 a.C., in seguito alla morte di Induziomaro, i suoi parenti, mossi ancora di più dal rancore nei confronti del proconsole della Gallia, decisero non solo di cercare alleati tra i Germani d'oltre Reno (con i quali scambiarono ostaggi e garanzie reciproche), ma anche tra gli Eburoni di Ambiorige, i Nervi e gli Atuatuci. Contemporaneamente, sul fronte occidentale, i Senoni e i Carnuti si erano rifiutati di obbedire alla convocazione di Cesare dell'assemblea della Gallia e si accordarono con le popolazioni limitrofe per ribellarsi al potere romano.
Il generale romano, venuto a conoscenza di questi fatti, decise di condurre quattro legioni nel territorio dei Nervi, con mossa fulminea. Giunto nei loro territori, dopo avere catturato una grande quantità di bestiame e di uomini (preda che lasciò ai suoi soldati), oltre ad avere devastato i loro campi di grano, costrinse i Galli (sorpresi dalla rapidità con cui era stata condotta l'azione) alla resa e alla consegna di ostaggi. In seguito si diresse a occidente, contro Carnuti e Senoni, ottenendone anche in questa circostanza la resa senza colpo ferire. Essi vennero a lui, infatti, supplici e ne ottennero il perdono grazie all'intercessione di Edui e Remi. Solo il principe dei Senoni Accone, che li aveva sobillati, fu condotto in catene davanti a Cesare e poco dopo decapitato, quale monito per tutta la Gallia

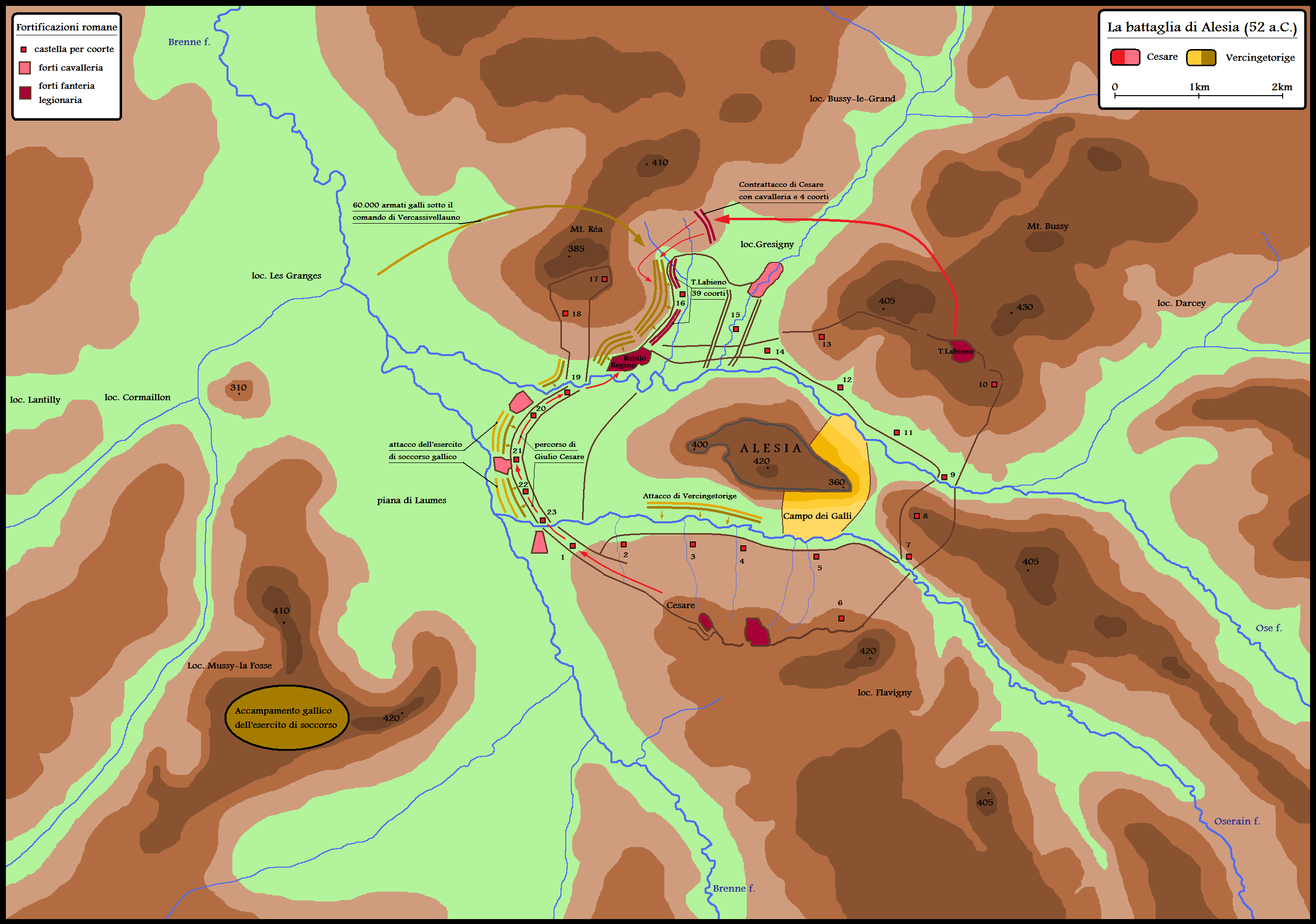
I momenti salienti della fase finale della battaglia di Alesia

Nel 52 a.C., durante la battaglia di Alesia, furono coinvolti nell'attacco finale a Cesare, che si rivelò poi fallimentare e portò il proconsole romano alla resa di Vercingetorige e alla conquista definitiva della Gallia da parte dei Romani. Dopo circa un mese di lungo e logorante assedio, giunse lungo il fronte esterno delle fortificazioni romane un potente esercito gallico di circa 240 000 armati e 8 000 cavalieri, giunto in aiuto degli assediati.
(Cesare, De bello gallico, VII, 75.)
Al comando di questo immenso esercito di soccorso furono posti: l'atrebate Commio, gli Edui Viridomaro ed Eporedorige, e l'arverno Vercassivellauno, cugino di Vercingetorige.

## Musei
- Musée Archéologique de Bavay (Francia)
- Musée Royal de Mariemont, Morlanweltz (Belgium)